# Pola
Pola (russisk: Пола́) er en flod i Novgorod oblast i Rusland. Den udspringer mod nordvest i Valdajhøjderne, og udmunder i søen Ilmen, hvor den danner et 400 km2 stort delta sammen med floden Lovat. De to floder er forbundne med en kort flodarm 20 km fra mundingen.